# Skryje (kraj środkowoczeski)
Skryje – miejscowość i gmina (obec) w Czechach, w kraju środkowoczeskim, w powiecie Rakovník. W 2022 roku liczyła 148 mieszkańców.